# Armadillidium scaberrimum
Armadillidium scaberrimum là một loài chân đều trong họ Armadillidiidae. Loài này được Stein miêu tả khoa học năm 1859.